# Hank Aaron
Henry Louis “Hank” Aaron (Mobile, 5 de fevereiro de 1934 – Atlanta, 22 de janeiro de 2021) foi um beisebolista norte-americano. Em sua carreira fez 755 home runs, passando a marca anterior de 714 feitos por Babe Ruth, apesar dele ter uma carreira mais longa. Aaron é o segundo maior batedor de home run da história, sendo superado apenas por Barry Bonds, que alcançou o home run de número 756 em 7 de agosto de 2007.
Nascido no Alabama numa região muito pobre, começou jogando nas ligas negras de beisebol até chegar no Milwaukee Braves (depois Atlanta Braves) em 1954. Foi escolhido o Jogador Mais Valioso da National League em 1957 e conquistou com os Braves o World Series contra o New York Yankees no mesmo ano. Aaron foi alvo de racistas enquanto tentava bater o recorde de Babe Ruth, mas isso não o impediu de em 8 de abril de 1974 bater seu 715° home run diante de 53.775 pessoas em Atlanta, Geórgia.
Foi introduzido ao National Baseball Hall of Fame em 1982.
Morreu em 22 de janeiro de 2021, aos 86 anos, de acidente vascular cerebral.